# Jag Panzer
I Jag Panzer sono un gruppo heavy metal statunitense, formatosi nel 1981 in Colorado da Harry Conklin, Mark Briody, John Tetley, e Rick Hilyard.
Il nome deriva da "Jagdpanzer", un cacciacarri tedesco della seconda guerra mondiale.

## Formazione

### Formazione attuale
- Harry "The Tyrant" Conklin - voce (1981–1985, 1994–2011, 2013-presente)
- Mark Briody - chitarra e tastiera (1981–2011, 2013-presente)
- John Tetley - basso e voce (1981–2011, 2013-presente)
- Rikard Stjernquist - batteria (1986–2011, 2013-presente)
- Joey Tafolla - chitarra (1984–1986, 1994–1997, 2013 - presente)

### Ex componenti
- Chris Broderick - chitarra e tastiera (1997–2008)
- Daniel J. Conca -  voce (1994)
- Bob Parduba - voce (1985–1988)
- Chris Kostka - chitarra (1994)
- Rick Hilyard - batteria (1981–1985)
- Reynold 'Butch' Carlson - batteria (1985–1986)
- Christian Lasegue - chitarra (1985–1988, 2008–2011)

## Discografia

### Album in studio
- 1984 - Ample Destruction
- 1994 - Dissident Alliance
- 1997 - The Fourth Judgement
- 1998 - The Age of Mastery
- 2000 - Thane to the Throne
- 2001 - Mechanized Warfare
- 2004 - Chain of Command
- 2004 - Casting the Stones
- 2011 - The Scourge of the Light
- 2017 - The Deviant Chord

### Raccolte
- 2003 - Decade of the Nail-Spiked Bat
- 2013 - Historical Battles: The Early Years

### EP
- 1983 - Jag Panzer

### Singoli
- 1983 - Death Row
- 1994 - Jeffrey Behind the Gate
- 2005 - The Wreck of the Edmund Fitzgerald

### Demo
- 1986 - Shadow Thief
- 1993 - Dissident Alliance
- 1996 - The Return

## Videografia
- 2002 - The Era of Kings and Conflict